# Chaetodipus hispidus
Chaetodipus hispidus är en däggdjursart som först beskrevs av Baird 1858.  Chaetodipus hispidus ingår i släktet Chaetodipus och familjen påsmöss.
Inga underarter finns listade i Catalogue of Life. Wilson & Reeder (2005) skiljer mellan fyra underarter.

## Utseende
Individerna blir 152 till 230 mm långa (med svans), svanslängden är 72 till 113 mm och vikten ligger mellan 15 och 60 g. Arten har 22 till 29 mm långa bakfötter och 10 till 13 mm långa öron. Ovansidan är täckt av kort och tät gråbrun päls med olivgrön skugga och på undersidan finns vitaktig päls. Även svansen är uppdelad i en brun ovansida och en vit undersida. Dessutom har svansen längre hår vid spetsen. I varje käkhalva förekommer 1 framtand, ingen hörntand, 1 premolar och tre molarer.

## Utbredning
Denna gnagare förekommer i centrala Nordamerika och norra Centralamerika. Utbredningsområdet sträcker sig från North Dakota i USA till regionen kring Mexico City. Habitatet utgörs av prärien och andra gräsmarker samt av öppna ekskogar. Arten föredrar sandig jord men kan även leva på lera samt i delvis klippiga områden.

## Ekologi
När honan inte är brunstig lever varje exemplar ensam. Individernas revir är cirka 0,3 hektar stort. De är nattaktiva och vistas främst på marken. Födan utgörs främst av frön samt av gröna växtdelar och insekter. Chaetodipus hispidus vilar i underjordiska bon och där skapas ett förråd. Under den kalla årstiden förekommer ingen riktig vinterdvala men gnagaren intar ofta ett stelt tillstånd (torpor). Populationer i södra delen av utbredningsområdet kan vara aktiv hela året.
Fortplantningen sker i kyliga regioner under våren och sommaren och i varma områden hela året. Hos nordliga populationer har honor två kullar per år och per kull föds 2 till 9 ungar (oftast 5 eller 6). Ungarna blir efter cirka 60 dagar könsmogna. Chaetodipus hispidus lever i sällsynta fall upp till två år.

## Chaetodipus hispidusoch människor
Arten äter frön av ogräs och av nyttoväxter. Det är inga allvarliga hot för gnagaren kända. IUCN kategoriserar arten globalt som livskraftig.